# Al-Anfaloperatie
De al-Anfaloperatie (Arabisch: حملة الأنفال, Koerdisch: Şallawî Enfal) was een operatie uitgevoerd door Irak gericht tegen de Koerdische bevolking, onder het bewind van Saddam Hoessein. De operatie duurde van 1986 tot 1989, gedurende en kort na de Irak-Iranoorlog. De operatie verkreeg zijn naam naar de soera Al-Anfal, de Buit, uit de Koran. De acties waren zowel tegen Koerdische Peshmerga als tegen de burgerbevolking in Iraaks-Koerdistan gericht, een streek in het noorden van Irak. In totaal kwamen daarbij naar schattingen 50.000 tot 160.000 of wel 180.000 tot 182.000 burgers om. Tienduizenden Koerden vluchtten in 1988 van Irak naar Turkije. Verschillende Koerdische steden en dorpen werden door het Iraakse regime met de grond gelijkgemaakt om de guerrilla tegen te gaan. Ieder jaar op 14 april wordt deze massamoord door de Koerden herdacht.
Het bekendste voorval uit deze operatie is de gifgasaanval op Halabja in maart 1988.